# Antonio Álvarez Pérez
Ito, właśc. Antonio Álvarez Pérez (ur. 21 stycznia 1975 w Almendralejo) – piłkarz hiszpański grający na pozycji defensywnego pomocnika. W swojej karierze 1 raz wystąpił w reprezentacji Hiszpanii.

## Kariera klubowa
Karierę piłkarską Ito rozpoczął w klubie CF Extremadura. W 1993 roku zadebiutował w jego barwach w Segunda División B. W 1994 roku awansował z Extremadurą do Segunda División. Z kolei w 1996 roku wywalczył kolejny awans, tym razem do Primera División. W ekstraklasie Hiszpanii zadebiutował 8 września 1996 w przegranym 0:3 domowym meczu z Realem Betis. Z kolei swojego pierwszego gola w niej strzelił 27 września 1996 w spotkaniu z Espanyolem Barcelona (1:5). W Extremadurze grał do końca sezonu 1996/1997.
W 1997 roku Ito odszedł z Extremadury do Celty Vigo. W klubie tym swoje pierwsze spotkanie rozegrał 30 sierpnia 1997. Było to spotkanie z Realem Saragossa, w którym Celta wygrała 2:1. W Celcie grał przez rok.
W 1998 roku Ito został piłkarzem Realu Betis. Zadebiutował w nim 11 września 1998 w przegranym 1:3 domowym meczu Realem Saragossa. W 2000 roku spadł z Betisem do Segunda División, ale w drugiej lidze grał tylko przez rok i w 2001 roku wrócił z klubem z Sewilli do Primera División. W Betisie grał do lata 2004.
W 2004 roku Ito został piłkarzem Espanyolu Barcelona. Swój debiut w Espanyolu zanotował 28 sierpnia 2004 w zremisowanym 1:1 domowym spotkaniu z Deportivo La Coruña. W 2006 roku zdobył z Espanyolem Puchar Króla, a w 2007 roku awansował z nim do finału Pucharu UEFA, jednak nie wystąpił w nim (Espanyol przegrał po rzutach karnych z Sevillą). Końcowe lata swojej kariery Ito spędził w drugoligowej Córdobie CF i trzecioligowym CP Cacereño. W 2010 roku zakończył karierę.
| Sezon   | Klub           | Kraj      | Rozgrywki          | Mecze | Bramki |
| ------- | -------------- | --------- | ------------------ | ----- | ------ |
| 1993/94 | CF Extremadura | Hiszpania | Segunda División B | 27    | 2      |
| 1994/95 | CF Extremadura | Hiszpania | Segunda División   | 22    | 2      |
| 1995/96 | CF Extremadura | Hiszpania | Segunda División   | 29    | 2      |
| 1996/97 | CF Extremadura | Hiszpania | Primera División   | 39    | 1      |
| 1997/98 | Celta Vigo     | Hiszpania | Primera División   | 34    | 1      |
| 1998/99 | Real Betis     | Hiszpania | Primera División   | 34    | 1      |
| 1999/00 | Real Betis     | Hiszpania | Primera División   | 19    | 3      |
| 2000/01 | Real Betis     | Hiszpania | Segunda División   | 17    | 0      |
| 2001/02 | Real Betis     | Hiszpania | Primera División   | 35    | 1      |
| 2002/03 | Real Betis     | Hiszpania | Primera División   | 26    | 0      |
| 2003/04 | Real Betis     | Hiszpania | Primera División   | 30    | 0      |
| 2004/05 | RCD Espanyol   | Hiszpania | Primera División   | 32    | 0      |
| 2005/06 | RCD Espanyol   | Hiszpania | Primera División   | 26    | 0      |
| 2006/07 | RCD Espanyol   | Hiszpania | Primera División   | 8     | 0      |
| 2007/08 | Córdoba CF     | Hiszpania | Segunda División   | 33    | 0      |
| 2008/09 | Córdoba CF     | Hiszpania | Segunda División   | 32    | 2      |
| 2009/10 | CP Cacereño    | Hiszpania | Segunda División B | 22    | 2      |

## Kariera reprezentacyjna
Swoje jedyne spotkanie w reprezentacji Hiszpanii Ito rozegrał 23 września 1998. Był to towarzyski mecz z Rosją, który Hiszpania wygrała 1:0. Grał też w kadrze U-18 i U-21. W 1998 roku wywalczył z tą drugą mistrzostwo Europy U-21.

## Sukcesy
- Puchar Króla (1)

Espanyol: 2006
- Mistrzostwo Europy U-21 (1)

Hiszpania U-21: 1998